# Autochloris magnifica
Autochloris magnifica là một loài bướm đêm thuộc phân họ Arctiinae, họ Erebidae.